# Charles Le Roy
Charles Le Roy (o Leroy), nacido en París el 12 de febrero de 1726 y fallecido el 12 de diciembre de 1779, fue un médico francés.

## Biografía
Su padre, el célebre relojero Julien Le Roy, le dio una excelente educación. Como su constitución era débil y delicada, el joven Charles Le Roy fue enviado a Montpellier, donde hizo sus estudios médicos, y después a Italia, de donde volvió directamente a París. Pero fue forzado pronto, por razones de salud, a volver a Montpellier, donde fijó su residencia desde entonces.
Recibió el grado de doctor en 1752, y fue nombrado algunos años más tarde profesor en la Facultad de medicina de Montpellier. Sus enseñanzas, sólidas y precisas, fueron muy seguidas. Su práctica médica era muy extensa y por ello causó consternación en Montpellier cuando volvió a París en 1777, a petición de su  familia. Pero este regreso a la capital francesa le fue fatal, porque murió dos años después.
Se debe a él la invención del higrómetro a condensación basado en la determinación del punto de rocío, cuya existencia demostró y precisó en 1731. Contribuyó igualmente a la Enciclopedia de Diderot y D'Alembert, con el artículo sobre evaporación.

## Publicaciones
- ((en latín)) De aquarum mineralium, natura et usu propositiones praelctionibus academicis accomodate, Montpellier, 1758.[2]
- ((en latín)) Quæstiones chemicæ duodecim pro cathedra vacante, Montpellier, 1759.
- ((en latín)) De purgantibus, Montpellier, 1759.
- Mémoires et observations de médecine, (Memorias y observaciones de medicina), Montpellier, 1766-1784.
- Mélanges de physique, de chimie et de médecine (Miscelánea de física,  química  y  medicina), París, 1771.